# Merenre I
Merenre I was de een farao van de 6e dynastie. De koning was bekend onder de naam: Nemtiemsaf, Merira en Mentoesuphis door Manetho. Zijn naam betekent: "Geliefd door Re".

## Biografie
Merenra was een vrij actieve heerser. Hij voerde in een kleine periode van zijn regering aanvallen uit in Nubië.
Daar haalde hij steen uit de groeven van Aswan en Ibhat. De gouverneur van Elephantine onder Merenre I voerde drie expedities uit naar het land Jam in Nubië. Koning Merenre I bracht een persoonlijk bezoek aan Elephantine. Zijn dood kwam onverwacht en zijn stiefbroer Pepi II volgde hem op.

## Bouwwerken

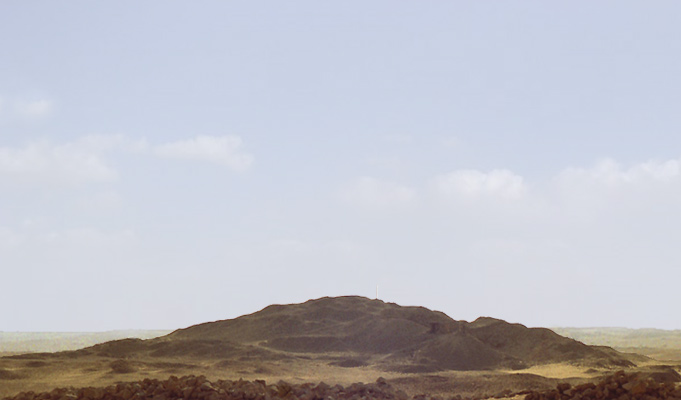
Piramide van Merenre in Saqqara